# John Öberg
John Valdemar Öberg, född 17 september 1902 i Södertälje, död där 25 februari 1963, var en svensk friidrottare (tresteg). Han vann SM-guld i tresteg 1925. Han tävlade för Södertälje IF.